# 埃杜维尔
埃杜维尔（法語：Hédouville，法語發音：[eduvil] ⓘ）是法国法兰西岛大区瓦兹河谷省的一个市镇，属于蓬图瓦兹区。

## 地理
埃杜维尔（49°9'13"N, 2°10'12"E）面积5.28 平方千米，位于法国法蘭西島大區瓦兹河谷省，该省份为法国北部内陆省份，北起瓦兹省，西接厄尔省，南至塞纳-圣但尼省、上塞纳省和伊夫林省，东临塞纳-马恩省。
与埃杜维尔接壤的市镇（或旧市镇、城区）包括：内勒拉瓦莱、贝勒埃格利斯、瓦兹河畔香槟、弗鲁维尔、帕尔曼、龙克罗勒、博尔内勒。

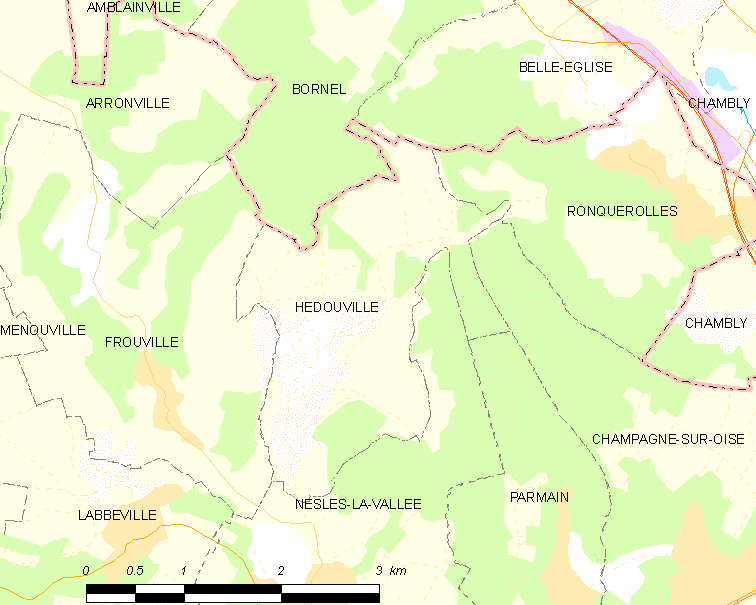
埃杜维尔的OSM定位图

埃杜维尔的时区为UTC+01:00、UTC+02:00（夏令时）。

## 行政
埃杜维尔的邮政编码为95690，INSEE市镇编码为95304。

## 政治
埃杜维尔所属的省级选区为圣旺洛莫讷县。

## 人口

1962-2008年间埃杜维尔人口变化图示

埃杜维尔于2022年1月1日时的人口数量为280人。